# Libro de' Disegni

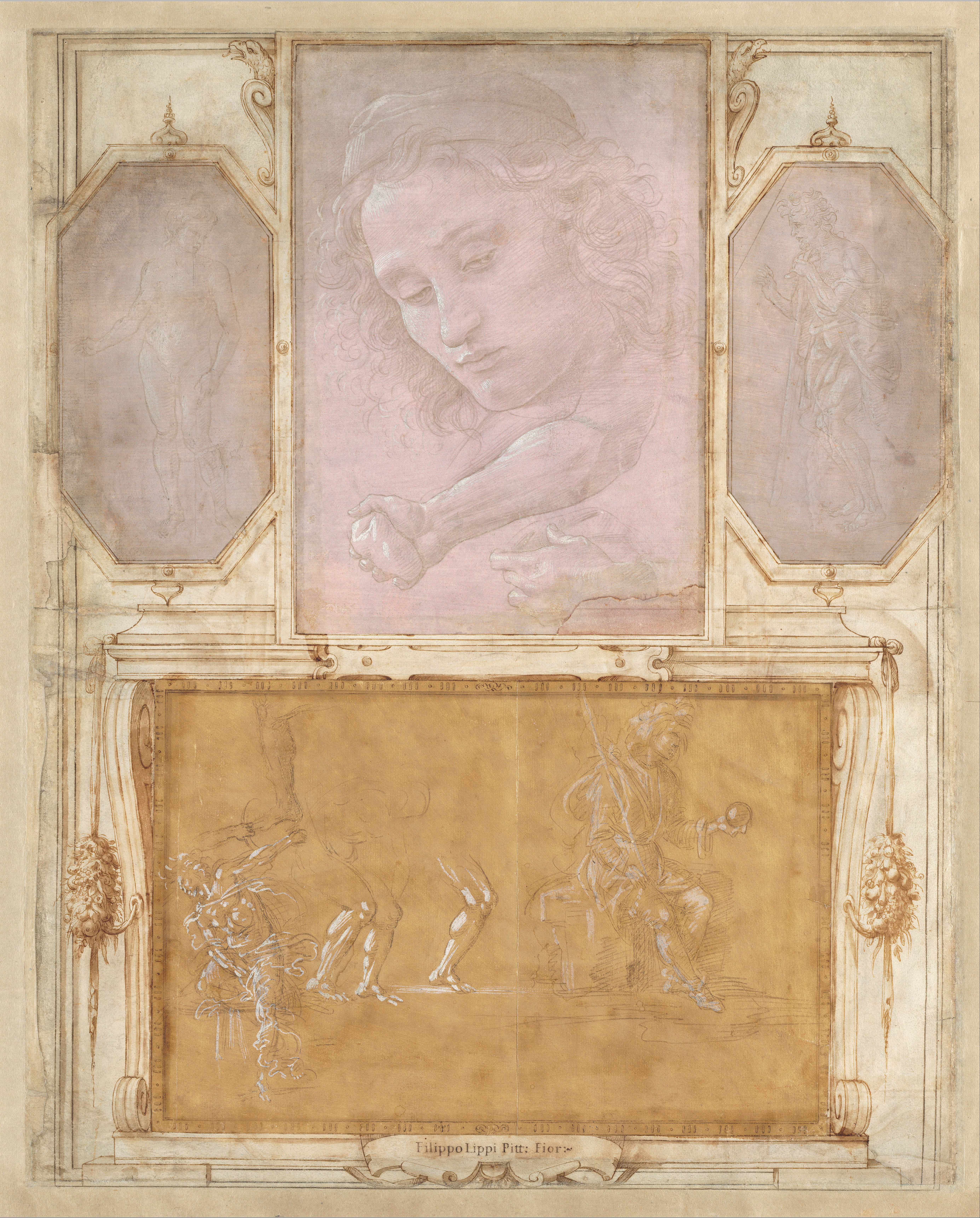
Libro de' Disegni
Filippino Lippi, Botticelli, et Raffaellino del Garbo
National Gallery of Art

Le Libro de' Disegni de Giorgio Vasari est une collection regroupant les dessins qu'il avait recueillis, aménagés et regroupés tout au long de la rédaction des Vies des meilleurs peintres, sculpteurs et architectes.

## Présentation
Giorgio Vasari a écrit et publié deux éditions des Vies des plus excellents peintres, sculpteurs et architectes. La première édition a été publiée en 1550 chez l'éditeur Torrentino. Elle est composée de trois parties présentant les trois âges de leur développement, précédées chacune d'un prologue particulier. Une préface générale précise les intentions de Vasari.
Dans la préface des Vies, Giorgio Vasari explique pour quelles raisons il a entrepris de les écrire : 

« Lorsque j'ai entrepris d'écrire la vie des grands artistes ... j'ai opéré un choix, et je l'ai expliqué, entre ce qui était bon, ce qui était mieux et ce qui était parfait. J'ai signalé soigneusement les techniques, les aspects, les styles, les particularités, les fantaisies des peintres et des sculpteurs. J'ai cherché aussi de mon mieux à révéler à ceux qui n'y parvenaient pas tout seuls les causes et les origines des différents styles, et la courbe ascendante ou descendante suivie par les arts en des époques et des personnages différents »

— Giorgio Vasari, Les vies des meilleurs peintres, sculpteurs et architectes .
Cette publication fait suite à la dispute sur la Comparaison de la peinture et de la sculpture qui avait été un sujet de discussion depuis la publication de De pictura de Leon Battista Alberti et la question posée par les humanistes de la Renaissance sur le caractère intellectuel des arts figuratifs et leur autonomie qui a été appelée débat du Paragone. Dans le Traité de la peinture, Léonard de Vinci montre que l'application de la logique, des mathématiques et de la géométrie, l'anatomie et de l'optique fait de la peinture un art, considéré au Moyen Âge comme un art mécanique, pouvait être mis au même niveau que les arts libéraux. Cette discussion avait amené à la Renaissance à la redéfinition du mot artiste. Dans le livre Le Livre du courtisan, Baldassare Castiglione discute de la peinture et la peinture et se montre en faveur de la supériorité de la peinture. Le philosophe florentin Benedetto Varchi, en 1546 (1547 après le déplacement du début de l'année au 1er janvier) devant l'Accademia fiorentina, discute du sujet après avoir fait une enquête auprès de Vasari, Bronzino, Pontormo, Giovanbattista del Tasso, Francesco de San Gallo, Tribolo, Cellini et Michel-Ange. Les deux leçons de Benedetto Varchi ont été publiées en 1549 par Torrentino. Page 101, il écrit : 

« Dico dunque procedendo filosoficamente, che io stimo, anzi tengo per certo, che sostanzialmente la Scultura, & la Pittura siano  un arte sola, & conseguentemente tanto nobile l'una, quanto l'altra, & à questo mi mouve la ragione allegata da noi di sopra, cio è, che l'arti si conoscono da i fini, & che tutte quelle arti, c'hanno il medesimo fine, siano una sola, et la medesima effenzialmente, se bene nelli accidenti possono essere differenti,. »

 Déjà, à la fin du XIVe siècle, dans le `Le Livre de la peinture, Cennino Cennini a écrit :

« El fondamento dell'arte, e di tutti questi lavorii di mano principio, è il disegno e'l colorire,. »

 Cette affirmation sur l'importance du dessin est déjà énoncé par Pétrarque dans le dialogue XLI, De statuis, dans De Remediis utriusque fortune Liber (Contre la bonne et la mauvaise fortune) : 

« Cum Praeterea pene ars una vel si plures, unus, ut diximus, fons artium, graphidem dico, atque ipsae procul dubio sint coaevae pariterque floruerint,. »

Bien qu'aucun texte ne donne le but recherché par Vasari avec le Vite, il reprend cette affirmation de Benedetto Varchi dans l'introduction de l'édition de 1550 des Vite : 

« Dico adunque che la Scultura & la Pittura per il vero  sono sorelle, ; nate di un'Padre, che é  il disegno, il un'sol parto, & ad un'tempo : & non precedono l'una alla altra, se non quanto la virtù & la forza di coloro che le portano adosso, fa passare l'uno artefice innanzi a l'altro, & non per differenzia, o, grado di nobilità che veramente si truoui infra di loro,. »

Le 13 janvier 1563, le duc Cosme Ier de Médicis, conseillé par Giorgio Vasari et Vincenzio Borghini, a fondé l’Accademia et Compagnia dell'Arte del Disegno. Par la création de cette académie, Vasari a voulu élever le statut des artistes au-dessus de celui des corporations d'artisans,.

L'affirmation de l'importance du dessin est encore plus forte dans l’Introduction générale aux trois arts du dessin, c'est-à-dire, l'Architecture, la peinture et la sculpture, au chapitre XV, de la seconde édition des Vite

« Perche il Disegno, padre delle tre Arti, nostre Architettura, Scultura, & Pittura, procedendo dall'Intelletto, caua di molte cose un giudizio universale, simile a una forma, o vero Idea di tutte le cose della natura, laquale è singolarissima nelle sue mesure ; di que è , che non solo ne i corpi humani, & deglé animali ; ma nelle plante ancora, & nelle fabriche, & sculture, & pitture cognosce la proporzione, che ha il tutto con le parti, & che hanno le parti fra loro, & col tutto insierme. E perche da questa cognitione nasce un certo concetto, & giudizio, che si forma nella mente quella tal cosa, che poi espressa con le mani si chiama Disegno ; si puo conchiudere, che esso disegno altro non sia, che una apparente espressione, &  dichiarazione del concetto, che si ha nell' animo, & di quello, che altri si è nella mente imaginato, e fabricato nell'Idea, »

 Pour Vasari, le dessin a une faculté d'abstraction qui permet à l'intelligence de tirer des réalités dans leurs diversités l'idée générale enveloppant la pure connaissance de leurs qualités. Comme l'écrit Vasari, le dessin n'est autre que l'expression apparente et la manifestation du concept que l'on a dans l'esprit et de ce que l'on a imaginé et construit par la pensée.
Pour certains historiens d'art le recueil de dessins avait pour but d'illustrer Les Vies des meilleurs peintres, sculpteurs et architectes et de servir de rappel mnémotechnique de leurs œuvres. Pour d'autres, c'est un document autonome aux Vite de'più eccelenti pittori, scultori e archittetori. Le livre de dessins n'est pas cité dans la première édition des Vite, en 1550 et n'est cité que dans la seconde édition publiée en 1568 chez les Giunti, corrigée, augmentée d'une trentaine de biographies nouvelles, principalement ses contemporains, et ornée de portraits gravés sur bois. Dans la seconde version des Vies, les occurrences de designo ont été multipliées par trois par rapport à la première et le Libro de'disegno sous la forme nostro libro est cité cent vingt-cinq fois.

Vasari a probablement cherché à illustrer les styles des différents artistes qu'il présente dans les Vies et montrer ce qu'il annonce dans les Vies en les divisant  « en trois parties, appelons-les plutôt périodes, depuis la renaissance des arts jusqu'à notre siècle : chacune d'elles se distingue des autres par des différences manifestes ». Cette collection de dessins que Vasari cite dans la seconde édition des Vies est une histoire visuelle de l'art. Elle commence avec la vie de Cimabue à la fin de laquelle il écrit :

« Restami à dire  di Cimabue, che nel principio d'un nostro libro, doue ho messo insieme disegni di propria mano di tutti coloro, che da lui  in quà, hanno  disegnato, si vede di sua mano alcune cose piccole, fatte à modo di minio ; nelle qu come ch'hoggi forse piano anzi goffe, che al trimenti, si vede quanto per sua opera acquistasse di bontà il dise,. »

 Ces citations dans les Vite se poursuivent pour les cent vingt-cinq noms d'artistes cités et les quatre-vingt-dix-neuf biographies, jusqu'à son époque.

Vasari insiste dans les deux éditions des Vite, de 1550 et 1568, sur l'importance des dessins comme documents permettant de percevoir la maniera des grands maîtres. Dans ses Vite, Vasari indique qu'il possède un ou des dessins du maître dont il décrit la manière, comme à la fin de la Vie de Filippo Lippi : 

« Fra Filippo dessinait fort bien, comme on peut le voir dans notre Libro des plus fameux peintres, sur ses dessins préparatoires pour le retable de Santo Spirito et les fresques de la chapelle du Prato, on dans la Vie de Sandro Botticelli : Les dessins de Sandro étaient d'une excellence toute particulière ; et, lui mort, de plus en plus d'artistes se sont ingéniés à avoir de ses dessins ; et moi, dans mon recueil, j'en ai quelques-uns qui sont faits avec beaucoup de soin et de jugement. »

Dans la biographie de Lorenzo Ghiberti, il écrit qu'il a reçu de son petit-fils, Vettorio Ghiberti, en 1528, une collection de ses dessins,. C'est probablement à cette date qu'il a commencé sa collection de dessins. Il est aussi probable qu'il n'a plus acquis de dessins après la parution de la seconde édition des Vite, en 1568.

## La collection de dessins de Giorgio Vasari
Il est difficile de savoir combien de dessins étaient inclus dans le Libro de' disegni. Il n'y a eu aucun inventaire des dessins après la mort de Vasari. Le seul document concernant le Libro est un Ricordo se trouvant dans le Giornale et ricordi Vasari dal 1574 al 1686, segnato A se trouvant dans les archives de la Casa Vasari, à Arezzo. Deux jours après la mort de Vasari; le 29 juin 1574, son frère et ses neveux ont fait hommage du Libro de' designi au grand-duc Francesco qui avait exigé qu'il lui fût remis : 

« Je fais mémoire de ce que, le 29 juin, jour du glorieux saint Pierre, nous allâmes ensemble, Marcantonio, Giorgio et Francesco, avec notre père, baiser les mains du Sérénissime grand-duc de Toscane, Don Francesco Second des Médicis, afin de pleurer avec Son Altesse la grande perte que nous avions faite par la mort de notre oncle le cavalier, et nous portâmes en don à Son Altesse un grand livre de feuilles royales où étaient attachés et collés en nombre infini des dessins de la quasi-majorité des plus fameux et plus excellents peintres qui furent depuis Cimabue jusqu'à ce jour et du temps du dit cavalier, avec un grand nombre de dessins et des plus importants de sa main, lequel livre était un rare joyau, et nous l'apportâmes à Son Altesse parce qu'elle l'avait envoyé quérir par le seigneur Bartolomeo Concini et messer Tanai de' Medici, et ensemble l'on apporta le modèle de la coupole de Santa Maria des Fiore, où était fait sur les huit secteurs et composé de petites figures, selon qu'il devait être exécuté, le Jugement que l'on y figurait, comme on peut le voir par le tiers du travail peint de sa main sur cette coupole, qu'il ne put, la mort lui étant advenue, conduire à sa fin, lesquelles choses, du livre comme du modèle, furent fort agréables à Son Altesse, et nous permit en mémoire de notre oncle que nous lui serions toujours recommandés. »

.
Le Ricordo indique que les dessins sont montés sur des fogli reali, des feuilles royales, qui correspondent à des feuilles de papier d'environ 615 sur 445 mm.
En l'absence d'inventaire des dessins de la collection Vasari, les chercheurs ont essayé de retracer cet inventaire à partir des descriptions de ces dessins faites par Vasari dans les Vite. Par cette méthode, on ne peut arriver à identifier avec quelque certitude qu'une vingtaine de dessins. Les historiens ont fait remarquer qu'il y a des difficultés à faire correspondre les dessins qu'on suppose appartenir à la collection de Vasari avec les descriptions des Vite :
| Dessins décrits dans les Vite              |                                                                    |                     |                                                         |                                  |        |
| Noms des artistes                          | Sujet indiqué dans la notice                                       | Numéro d'inventaire | Musée                                                   | Texte dans les Vite              | Image  |
| Antonio Pollaiuolo                         | Projet pour un monument équestre à Francesco Sforza, duc de Milan  | 1908:168 Z          | New York Metropolitan Museum of Art                     | 2e Parte, p. 469                 |        |
| Andrea del Verrocchio                      | Tête de femme, les yeux baissés, légèrement tournée vers la gauche | Inv 18965           | Paris, musée du Louvre, département des arts graphiques | 2e Parte, p. 483                 |        |
| Andrea del Verrocchio                      | Étude de cheval avec mesures                                       | Inv 19.76.5         | New York, The Metropolitan Museum of Art                | 2e Parte, p. 483                 |        |
| Andrea Mantegna                            | Judith et sa servante Abra                                         | 404 E               | Florence, Gabinetto Disegni e Stampe degli Uffizi       | 2e Parte, p. 491                 |        |
| Filippo Lippi                              | Le triomphe de saint Thomas d'Aquin                                | 1860,0616-75        | Londres, The British Museum                             | 2e Parte, p. 494-495             | (Voir) |
| Raffaello da Urbino                        | Quatre cavaliers                                                   | 537 E               | Florence, Gabinetto Disegni e Stampe degli Uffizi       | 3e Parte, p. 498                 |        |
| Baldassare Peruzzi                         | Mercure purgé                                                      | Inv. 1419           | Paris, musée du Louvre, département des arts graphiques | 3e Parte Primo parte, p. 144     | (Voir) |
| Andrea del Sarto                           | Le Tribut de César                                                 | Inv. 1673           | Paris, Musée du Louvre, département des arts graphiques | 3e Parte Primo parte, p. 160-161 |        |
| Sofonisba Anguissola                       | Jeune fille se riant d'un enfant mordu par une écrevisse           | GDS 1039            | Naples, Musée de Capodimonte                            | 3e Parte Primo parte, p. 174     |        |
| Rosso Fiorentino                           | La Vierge de Miséricorde                                           | Inv. 1579           | Paris, Musée du Louvre, département des arts graphiques | 3e Parte Primo parte, p. 209     |        |
| Bartolommeo da Bagnacavallo                | Le Christ au Temple parmi les docteurs                             | Inv. 10079          | Paris, Musée du Louvre, département des arts graphiques | 3e Parte Primo parte, p. 215     | (Voir) |
| Pippi Giulio dit Jules Romain              | La Chute d'Icare                                                   | Inv. 3499           | Paris, Musée du Louvre, département des arts graphiques | 3e Parte Primo parte, p. 331-332 | (Voir) |
| Giovanni Antonio Bazzi, dit Le Sodoma      | Extase de sainte Catherine de Sienne                               | 1895.0915.764       | Londres, The British Museum                             | 3e Parte Secondo parte, p. 533   |        |
| Francesco de' Rossi dit Francesco Salviati | Charles Quint couronnant Cosimo I de' Medici                       | Inv. 2795           | Paris, Musée du Louvre, département des arts graphiques | 3e Parte Secondo parte, p. 631   | (Voir) |

Certains historiens, comme Licia Ragghianti Collobri, ont émis l'hypothèse que la collection Vasari se trouvait dans plusieurs livres. André Chastel reprend cette hypothèse dans l'introduction  du tome 12 de l'édition de Les vies des meilleurs peintres, sculpteurs et architectes avec une estimation la plus raisonnable d'un millier de feuilles répartis en huit à dix volumes. Mais cette hypothèse ne correspond pas au fait que Vasari et le Ricordo ne parlent que d'un seul livre.
Pierre-Jean Mariette a présente le Libro de'disegni dans une note du Recueil de testes de caractère et de charges, dessinées par Léonard de Vinci, et gravées par M. le C. de C. (comte de Caylus), édition de 1730, page 19 note 1, indiquant que les dessins étaient rangés dans un grand volume d'environ deux pieds de haut sur dix-huit pouces de large (environ 645 × 485 mm), que toutes les feuilles étaient chargées de dessins au recto et au verso et pour une plus grande propreté étaient environnés de bordures dessinées avec soin par Vasari ou ses élèves. Mariette ayant eu ensuite accès à d'autres informations, en particulier les Notizie de' professori del disegno da Cimabue in qua de Filippo Baldinucci publiées en 1702 à titre posthume, il reprend dans la seconde édition de 1767 que le Libro était composé de cinq grand livres de dessins. Ce point de vue a été aussi exprimé dans le tome III de l’Abecedario de l'historien d'art  Pierre-Jean Mariette, p. 160-161, note 1.
Pendant longtemps, les historiens de l'art ont associé les dessins de ce collectionneur passionné avec des encadrements dessinés à sa façon et pouvant rassembler plusieurs dessins d'un ou plusieurs peintres sur une même feuille qui ont été appelés le montage Vasari.
Au total, on a répertorié aujourd'hui environ 526 dessins de son Libro. Le cabinet des dessins du musée du Louvre possède 162 dessins du Libro de' Disegni. Le Nationalmuseum de Stockholm possède dans son fonds 83 dessins du Libro. Le Gabinetto Disegni e Stampe du musée des Offices de Florence en possède aussi un nombre important.

## Dispersion de la collection
En l'absence d'un inventaire des dessins du Libro fait par Vasari ou après de son décès, il est difficile d'être assurer de l'appartenance d'un dessin au Libro sauf lorsque Vasari en a fait une description précise dans les Vite. Pierre-Jean Mariette a rattaché les dessins du Libro à la présence d'une bordure encadrant et mettant en valeur les dessins. Mais cette bordure n'est pas une garantie d'appartenance car d'autres collectionneurs ont aussi usé de ce procédé comme un autre important collectionneur florentin, le cavaliere Niccolò Gaddi (1537–1591). En 1950, les historiens de l'art Arthur Ewant Popham et Philip Pouncey ont montré dans le premier tome de l'inventaire des dessins italiens du British Museum que dans le montage du dessin d'une Adoration de l’Enfant attribuée au Libro se trouvaient l’impresa et la devise de la famille Gaddi (TANT CHE GIE VIVRAI - « Tant que je vivrai »). Pour eux, la bordure a été faite pour Niccolò Gaddi. D'autres dessins attribués au Libro ont été découverts avec l’impresa Gaddi. André Chastel a laissé la possibilité que ce ne soit qu'un ajout à une bordure du Libro.
Sur la circulation des dessins du Libro après la mort de Vasari, il existe peu de documents :
- le ricordo de 1574 indiquant que le Libro avait été apporté au grand-duc Francesco,
- le texte de Pierre-Jean Mariette de 1730 qui prétend que le Libro a été apporté en France et démantelé pour vendre chaque dessin. Ce texte est corrigé en 1767 pour tenir compte de ce qui a été publié en 1702 par Filippo Baldinucci,
- le texte rédigé par Filippo Baldinucci, au moment où il classait la collection du cardinal Leopoldo de'Medici à l'origine du fonds du dessins du Cabinet des dessins et estampes du Musée des Offices, dans la vie du « Cavaliere Domenico Passignani » des Notizie de' professori del disegno da Cimabue in qua che contengono tre decennali dal 1580 al 1610 :

« Per tale sua abilità fu chimato a stimate Quadri d'alto pregio, ed altre cose simiglianti ed esso fu che diede il prezzo alli stupendi Quadri, ed a cinque grossi Libri di Disegni, che dagli eredi del Cavaliere Gaddi favorito del Grand Duca Francesco furono venduti a Mercanti per gran migliaja di scudi, di che fara sempre infaustra la memoria agli amatori delle bell'Arti della Città nostra ; e soggiugnemero per meglio appagare la curiosita del Lettore, che i cinque Libri di Disegni eran quegli che componevano il tanto rinomato Libro di Giorgio Vasari, e del quale egli tante volte fece menzione ne'suoi scritti, e che conteneva in se disegni di quasi tutti i Maestri dell'Arte fino dal primo restauratore della pittura Cimabue,. »

### La collection de Niccolò Gaddi, puis Arundel et Jabach
Filippo Baldinucci indique dans ce texte que cinq grands livres de dessins provenant du Libro de'Disegni ont été vendus par les héritiers de Niccolò Gaddi, favori du grand-duc de Toscane, François Ier de Médicis. Niccolò Gaddi était un des grands collectionneurs d'œuvres d'art qu'il gardait dans une maison qu'il avait fait aménager à Florence par l'architecte Giovannantonio Dosio, la Casa dell'Orto. La collection Gaddi est connue par les inventaires de 1591 et de 1628. Niccolò Gaddi étant mort sans enfants, ses biens sont passés à son cousin Luigi, puis aux enfants de sa sœur Maddalena, mariée à Jacopo Pitti, qui doivent relever le nom de Gaddi. C'est son petit-neveu, Jacopo Pitti Gaddi, qui pressé de dettes a vendu une partie de la collection Gaddi. Cette vente est décrite dans une lettre de Rosso Antonio Martini, du 3 juin 1749 : 

« D'où il vient que le dit Iacopo traita et conclut avec un certain Guglielmo, un anglais, la vente de onze livres de dessins qu'avec la plus grande diligence et fatigue la Cavaliere Gaddi avait rassemblés par toute l'Europe, ainsi que quatre tableaux des saisons de Bassano, de la Madeleine du Corrège et d'une dame de Léonard de Vinci, avec deux tableautins plus petits, à un prince allemand, le tout pour la somme de 3 800 écus, savoir supérieurement à l'estimation qui avait été faite par Domenico Passignani. »

Cette vente correspond à l'achat à Florence, vers 1636-1637, d'une partie de la collection Gaddi par Thomas Howard, comte d'Arundel, alors ambassadeur en Allemagne, par l'intermédiaire de William Petty.
En 1668, dans une lettre à Colbert, Everhard Jabach écrit qu'il a été impressionné par les œuvres d'art qu'il avait vu en Angleterre. Jabach était allé en Angleterre pour se former aux affaires traitées par son père en 1636 et 1637. C'est donc probablement à cette période, quand la collection de dessins de Niccolò Gaddi achetée par le comte d'Arundel arrive dans son cabinet, qu'il a pu la voir. Il a aussi visité la collection du roi d'Angleterre, Charles Ier. Il en profite pour faire peindre son portrait par Antoon van Dyck en 1637, aujourd'hui au Musée de l'Ermitage.
Le comte et la comtesse d'Arundel ont dû quitter l'Angleterre en 1642 pour s'établir sur le continent à la suite de la Première révolution anglaise. Lady Arundel a séjourné aux Pays-Bas tandis que le comte d'Arundel vivait à Padoue où il est mort en 1646. Pour payer des dettes, Lady Arundel a commencé à vendre une partie de la collection Arundel à partir du début 1650. Lady Arundel est morte à Amsterdam en 1654. William Howard, seul fils survivant, profitant d'un testament nuncupatif s'est approprié la collection, mais le litige sur cette succession a entraîné son partage et sa vente. C'est probablement à ce moment que Jabach a acheté les dessins ayant appartenu au comte d'Arundel. D'autres collectionneurs se sont portés acquéreur des dessins provenant de cette même collection. Mariette a écrit en 1767 que des vollumes contenant les dessins de cette collection sont arrivés en France entre les mains de l'abbé Quesnel qui les a vendus pièce par pièce. Par une lettre de Christian Huygens envoyée à son frère, en 1668, indique qu'un ensemble important de dessins provenant de la collection Arundel a été apporté de Flandres pour être proposé à la vente à Louis XIV. 115 grandes feuilles ont été acquises par le marchand d'art Samuel Gautier dont certaines passèrent ensuite à Christ Church (Oxford).

### La collection de Pierre Crozat, puis de Pierre-Jean Mariette et de Carl Gustaf Tessin
Pierre-Jean Mariette a écrit dans son Abecedario, tome 2 : 

« M. Jabach, dont le nom subsistera pendant longtemps avec honneur dans la curiosité, en vendant au roi ses tableaux et ses desseins, s'était réservé une partie des desseins, et ce n'était certainement pas les moins beaux ; M. Crozat les acquit de ses héritiers. Il eut encore une partie de ceux qui avoient appartenu à M. Desneux de la Noue (mort avant 1657), l'un des plus grands curieux que la France ait eu, et bientôt il réunit à son cabinet les desseins que l'illustre mademoiselle Stella avoit trouvés dans la succession de M. Stella, son oncle, et qu'elle avoit conservés précieusement toute sa vie. L'abbé Quesnel avoit acheté les desseins de M. Dacquin, évêque de Sées, parmi lesquels il y en avoit d'excellens de Jules Romain ; il avoit eu les débris de la fameuse collection de desseins du Vasari ; il céda l'un et l'autre à M. Crozat,. »

Pierre-Jean Mariette a établi le catalogue des dessins de la collection Crozat pour sa vente, en 1741. Il y indique que plusieurs dessins viennent du Libro de' Disegni. Ces dessins ont été achetés par Mariette, par le comte Carl Gustaf Tessin, ambassadeur suédois auprès de la cour de Louis XV, et par le graveur et éditeur Gabriel Huquier. Après la vente de la collection Mariette, en 1775, ses dessins sont venus s'ajouter à ceux de Jabach dans la collection du roi, sauf un album essentiellement consacré à l'architecture qui a été acheté par Georges Séroux d'Agincourt qui se trouve depuis 1798 au Musée des Offices. Les dessins acquis par Carl Gustaf Tessin ont été achetés par le roi de Suède et se trouvent au Nationalmuseum depuis 1863.

## Département des Arts graphiques du musée du Louvre
Les premiers dessins appartenant au Libro de' Disegni de Giorgio Vasari sont entrés dans le Cabinet des dessins du roi Louis XIV avec l'achat de la collection Jabach, en 1671. Cette collection de dessins provenant de la collection Arundel achetée aux héritiers de Niccolò Gaddi provenait en partie du Libro et s'est enrichie ensuite d'autres pages avec l'achat d'une partie de la collection Mariette, en 1755, et de la saisie révolutionnaire de la collection Saint-Morys, en 1793.
Les pages du Libro se reconnaissent par leur bordure qui encadre un ou plusieurs dessins réunis sur la même feuille. Au XVIIe et XVIIIe siècles les pages du Libro étaient dispersées dans les plus grandes collections européennes : Médicis, Arundel, Quesnel, Crozat et Mariette. Les dessins du Libro avaient d'abord été achetés par le collectionneur florentin Niccolò Gaddi (1537-1591) après la mort de Vasari, en 1574., vendus par ses héritiers avant le 18 mai 1638, date de la mort de Lorenzo Sabbatini chargé de les expertiser. Jabach a probablement acheté les dessins du Libro aux ventes de la collection de lord Arundel après sa mort, en 1646, et à sa veuve, en 1654.
Les pages venant de la collection peuvent provenir de la vente de la collection Crozat en 1741 dont il avait fait le catalogue. Une partie de la collection Mariette a été achetée en 1775 pour le cabinet du Roi.
D'autres pages sont venir enrichir le cabinet des dessins à la Révolution grâce aux saisies révolutionnaires des biens d'émigrés dont la plus importante est celle de Charles Paul Jean Baptiste de Bourgevin Vialart de Saint-Morys. Plusieurs pages sont entrées dans le cabinet des dessins grâce à des dons ou des achats.

### Exposition au Louvre
Giorgo Vasari. Le Livre des dessins. Destinée d'une collection mythique, 31 mars au 18 juillet 2022, Rotonde Sully.

| Musée du Louvre                                                      | |                                                                                                |                                                            |                               |
| Noms des artistes                                                    | Sujet indiqué dans la notice | Numéro d'inventaire                                                                            | Origine Vente ou saisie                                    | Notice du Cabinet des dessins |
| Allegri Antonio Copie d'après Antonio Allegri                        | Buste de femme nue, assise, une tête d'enfant : étude pour Leda et le cygne Saint Jean-Baptiste de profil | 5922 6019                                                                                      | Saint-Morys 1793                                           | Voir                          |
| Bandinelli Baccio                                                    | Figure d'homme nu agenouillé, vu de profil, se déchaussant Neptune, des monstres marins à ses pieds | 105 122                                                                                        | Jabach 1671                                                | Voir                          |
| Beccafumi Domenico                                                   | Torse de femme sans tête ni bras, vu de face : Vénus ? Hercule, de dos, les jambes écartées, tenant sa massue Femme debout, vue de face : Vénus ? Le supplice de l'estrapade Homme nu étendu à terre : un dieu fleuve ? | 255 255 bis 255 ter 256 257                                                                    | Mariette 1775                                              | Voir                          |
| Bertoja Jacopo                                                       | Vénus dans son char et Cupidon sur les nuages Hercule, Omphale (?) et un vieil homme | 6064 6064 bis                                                                                  | Jabach 1671                                                | Voir                          |
| Bezzi Giovanni Francesco                                             | Présentation de la Vierge au temple | 7049                                                                                           | Saint-Morys 1793                                           | Voir                          |
| Borgo Giovanni Paolo dal                                             | Lamentation sur le Christ mort | 652                                                                                            | Saint-Morys 1793                                           | Voir                          |
| école de Sandro Botticelli                                           | Tête d'homme coiffé d'un bonnet ; homme drapé, s'inclinant vers la droite Deux hommes debout drapés | 678 Recto 678 Verso                                                                            | Saint-Morys 1793                                           | Voir                          |
| Campi Antonio                                                        | La Flagellation Le martyre de sainte Agathe | 6260 6268                                                                                      | Jabach 1671                                                | Voir                          |
| Clovio Giulio                                                        | Statue d'Hercule sur un piédestal, personnages la dessinant et contemplant La Vierge et l'Enfant, sur des nuages, entourés de nombreuses figures | 48 2820                                                                                        | Jabach 1671                                                | Voir                          |
| Cungi Leonardo                                                       | Adoration des bergers Homme debout, vu de dos | 1112 1113                                                                                      | Jabach 1671                                                | Voir                          |
| Dosio Giovanni Antonio                                               | Vierge à l'Enfant | 1156                                                                                           | Jabach 1671                                                | Voir                          |
| Farinati Paolo                                                       | Saint Jérôme dans le désert Allégorie en l'honneur de Giacomo Foscarini | 4847 4875                                                                                      | Jabach 1671                                                | Voir                          |
| Fiammeri Giovanni Battista                                           | Le Christ mort soutenu par un ange et quatre saints | 3107                                                                                           | Jabach 1671                                                | Voir                          |
| Fontana Giovanni Battista Attribué à Giovanni Battista Fontana       | Déploration du Christ mort Le Christ succombant sous le poids de la Croix | 4914 5084                                                                                      | Jabach 1671                                                | Voir                          |
| Francesco Maria da Cornazzano dit Zoppino da Modena                  | Jeune femme faisant sortir un ermite d'une fosse Combat de tritons | 6306 6307                                                                                      | Jabach 1671                                                | Voir                          |
| Franciabigio Attribué à Franciabigio                                 | Étude pour un retable avec saint François entouré de la Vierge et Gabriel Sainte Conversation : Vierge à l'Enfant avec deux saints | 1202 1671                                                                                      | Jabach 1671 Mariette 1775                                  | Voir                          |
| Franco Battista                                                      | Étude pour 'La Résurrection du Christ' et scène de meurtre Femme debout tendant le bras gauche : étude pour 'Achille reconnu parmi les filles de Lycomède' Enée portant son père Anchise sur les épaules Étude de soldats pour la 'Résurrection du Christ' Figures d'après l'antique : guerriers, amours conduisant des chars, Hercule Étude pour les docteurs dans 'Le Christ parmi les docteurs'                                             | 4932 4946 4946 Bis 4958 4966 4985                                                              | Jabach 1671                                                | Voir                          |
| Francucci Innocenzo                                                  | La Résurrection de Lazare | 8262                                                                                           | Jabach 1671                                                | Voir                          |
| Gabriele da Fano                                                     | Christ à la Colonne | 3109                                                                                           | Jabach 1671                                                | Voir                          |
| Ligorio Pirro                                                        | La Présentation de la Vierge au Temple L'Enfant couronné d'épines par un ange, adoré par saint Jérôme et la Vierge La Vierge et l'Enfant regardant un vieil homme endormi Prisonniers s'agenouillant devant un roi assis sur un trône | 9680 9682 9684 9684 Bis                                                                        | Jabach 1671                                                | Voir                          |
| Manzuoli Tommaso, dit Maso da San Friano                             | Guerrier et vieillard assis tenant une lyre, derrière eux deux figures Figure debout, drapée, de profil vers la droit Moine debout et vu presque de face, joignant les mains Le repas chez Simon le pharisien Saint Michel tenant l'épée et la balance et posant le pied sur le dragon Femme drapée volant près d'un vieillard nu, allongé, endormi sur un lit                                                                                 | 1306 1306A 1306B 1306C 1306D 1306E                                                             | Jabach 1671                                                | Voir                          |
| Marchesi Girolamo                                                    | L'Adoration des bergers | 8382                                                                                           | Jabach 1671                                                | Voir                          |
| Mascherini Ottaviano                                                 | L'Annonciation avec Dieu le Père et le Saint Esprit Adoration des bergers La Vierge à l'Enfant en trône entre un saint pape et un saint clerc martyr La Vierge à l'Enfant en trône, entre saint Michel et saint Jean Evangéliste | 8383 8385 8386 8386Bis                                                                         | Jabach 1671                                                | Voir                          |
| Michele da Lucca                                                     | Frise : enfants jouant avec une louve et une lionne qui allaite l'un d'eux Frise : enfants jouant avec une louve et une lionne Frise : Triomphe d'Ariane Frise : sept amours montés sur des chevaux marins | 1326 1326 A 1326 B 1326 C                                                                      | Jabach 1671                                                | Voir                          |
| Miruoli Girolamo                                                     | Un masque d'homme | 8399                                                                                           | Saint-Morys 1793                                           | Voir                          |
| Moro Battista del                                                    | Le Christ mort, soutenu par deux anges et pleuré par la Vierge Le Christ à la Colonne | 5080 5080 Bis                                                                                  | Jabach 1671                                                | Voir                          |
| Moro Marco del                                                       | Diane et Endymion (ou Vénus et Adonis) | 5083                                                                                           | Jabach 1671                                                | Voir                          |
| Moro Marco del                                                       | Le Christ et la Samaritaine | 2799                                                                                           | Jabach 1671                                                | Voir                          |
| Musi Agostino dei                                                    | Femme à demi nue, accoudée sur un piédestal, dans un paysage | 3585                                                                                           | Jabach 1671                                                | Voir                          |
| Muziano Girolamo                                                     | La Résurrection de Lazare Tradition des clés à saint Pierre Noli me tangere Stigmatisation de saint François | 5094 5095 5095 Bis 5107                                                                        | Jabach 1671                                                | Voir                          |
| Passarotti Bartolomeo                                                | Apollon debout, de face, tenant son arc et des flèches, la lyre à ses pieds | 8464                                                                                           | Jabach 1671                                                | Voir                          |
| Copie d'après Giovanni Francesco Penni                               | La naissance de saint Jean et l'imposition du nom de Baptiste | 4268                                                                                           | Jabach 1671                                                | Voir                          |
| Peruzzi Baldassarre Tommaso Attribué à Peruzzi Copie d'après Peruzzi | Allégorie satirique : Mercure purgé Une ruse de guerre Projet de plat circulaire avec scènes de l'Histoire de Moïse et de Joseph | 1419 1422 4259                                                                                 | Mariette 1775 Jabach 1671                                  | Voir                          |
| Pinariccio Felice                                                    | Le Mariage de sainte Catherine d'Alexandrie Sainte Catherine d'Alexandrie Sainte Lucie debout, de face, la tête de profil vers la gauche | 8506 8507 8507Bis                                                                              | Jabach 1671                                                | Voir                          |
| Pippi Giulio Jules Romain dit                                        | La Vierge à l'Enfant avec saint Étienne, saint Jérôme, saint Antoine abbé, saint Georges La chute d'Icare Un chien à poil long Femme captive, assise devant des trophées Victoire, avec des trophées, écrivant sur un bouclier David tenant la tête de Goliath | 3464 3499 3573 3573A 3573B 3573C                                                               | Jabach 1671                                                | Voir                          |
| Attribué à Giulio Peppi                                              | La Vierge assise jouant avec l'Enfant Jésuss Vierge à l'Enfant avec saint Benoît et saint Jean l'Evangéliste | 3580 3581                                                                                      | Jabach 1671                                                | Voir                          |
| Primaticcio Francesco                                                | Pan assis dans les nuées et entouré d'enfants flottant dans les airs Vénus assise dans les nuées | 8563 8563 Bis                                                                                  | Jabach 1671                                                | Voir                          |
| Procaccini Ercole le Vieux                                           | Longin donnant le coup de lance au Christ en croix entre les larrons | 6740                                                                                           | Jabach 1671                                                | Voir                          |
| Pupini Biagio                                                        | La Cène La Sainte Famille entourée d'anges et de saints | 4286 6858                                                                                      | Jabach 1671                                                | Voir                          |
| Bartolommeo Ramenghi dit Bagnacavallo                                | Le Christ au Temple parmi les docteurs | 10079                                                                                          | Jabach 1671                                                | Voir                          |
| Giovanni Battista Ramenghi dit Bagnacavallo                          | Guerrier vêtu à l'antique, debout, de face, tenant la hampe d'une lance | 8894                                                                                           | Jabach 1671                                                | Voir                          |
| Robusti Jacopo                                                       | Déploration du Christ | 5371                                                                                           | Jabach 1671                                                | Voir                          |
| Rosso Fiorentino                                                     | La Vierge de Miséricorde | 1579                                                                                           | Saint-Morys 1793                                           | Voir                          |
| Sabatini Lorenzo                                                     | Hercule, debout de face, tenant de la main gauche Cerbère enchaîné Jésus au Temple parmi les Docteurs Saint Pierre debout de trois quarts vers la droite, la tête de face La Cène | 9008 9008A 9008B 9008C                                                                         | Jabach 1671                                                | Voir                          |
| Salviati Francesco                                                   | Guerrier vêtu à l'antique, debout, de face, tenant la hampe d'une lance Saint Jérôme à genoux et une autre figure de religieux (saint François?) Saint Jean l'Evangéliste, appuyé contre un autel Figure d'homme nu, vu de face Femme nue, avec un voile, tournée vers la droite, encadrée dans une niche Charles Quint couronnant Cosimo I de' Medici                                                                                         | 1642 1642A 1642B 1642C 1648 2795                                                               | Jabach 1671                                                | Voir (Voir)                   |
| Sammacchini Orazio                                                   | La Vierge, saint Joseph et un ange auprès de l'Enfant endormi Sainte Bibiane, debout de face, accoudée à une colonne brisée La Sainte Famille servie par les anges pendant la Fuite en Égypte Trois soldats vêtus à l'Antique, debout, de face, la tête détournée Putti désarmant Cupidon endormi sur son char Enfant nu, de face, debout sur un mascaron, les bras écartés Enfant nu courant, vu de dos, retenu par le bras d'un autre enfant | 9024 9024A 9024B 9024C 9024D 9024E 9024F                                                       | Jabach 1671                                                | Voir                          |
| Sarto Andrea del                                                     | Étude pour une tête de saint François Étude de main Main et pieds Homme drapé, assis, écrivant Tête d'homme chauve et barbu, de profil vers la gauche Cinq études de main Bras et mains jointes, une main tenant un pain Trois études de jambe Quatre études de pied gauche Étude de jambes Dragon dévorant un serpent Cavalier revêtu d'une armure Tête d'homme de profil                                                                     | 1678 Recto 1678 Verso 1679 1680 Recto 1680 Verso 1714 1714A 1714B 1714C 1714D 1724 1724.2 1726 | Saint-Morys 1793 Guillaume II de Hollande 1850 Jabach 1671 | Voir                          |
| Schiavone Andrea                                                     | La Cène Trois figures s'entretenant avec un vieillard assis près d'un arbre Apollon écorchant Marsyas | 5450 5452 5452bis                                                                              | Jabach 1671                                                | Voir                          |
| Sciarpelloni Lorenzo Attribué à Lorenzo Sciarpelloni .               | Tête de femme, de trois quarts, les cheveux retenus par un filet Projet pour un monument funéraire Enfant nu, assis, le corps tourné vers la gauche La Vierge à l'Enfant Enfant nu, assis, la jambe droite tendue. | 1783 1788 1792 1792 Bis 1792 Ter                                                               | Mariette 1775 Saint-Morys 1793                             | Voir .                        |
| Serafino da Verona,                                                  | Adam et Eve chassés du Paradis terrestre La Madeleine dans le désert, assise, tournée vers la droite | 5459 5460                                                                                      | Jabach 1671                                                | Voir                          |
| Tamagni Vincenzo                                                     | Prêtre disant la messe Homme assis écrivant, et demi-figure Cinq croquis d'anges volant et jouant de divers instruments Descente de croix ; Déploration. | 1246 1247 1247 Bis 1247 Ter.                                                                   | Mariette 1775 Saint-Morys 1793                             | Voir .                        |
| Taraschi Giovanni                                                    | Une femme guerrière prenant les armes que lui présente un génie | 6789                                                                                           | Jabach 1671                                                | Voir                          |
| Tito Santi di                                                        | Les Pèlerins d'Emmaüs | 1929                                                                                           | Jabach 1671                                                | Voir                          |
| Todi Lucio da                                                        | Martyre d'un saint (saint Sébastien ?) | 1963                                                                                           | Jabach 1671                                                | Voir                          |
| Uccello Paolo                                                        | Portrait de Louis II, roi de Naples, de profil, coiffé, et couronné Portrait de Manuel Chrysoloras, coiffé d'un bonnet et tenant un livre Tête d'homme, vue de profil vers la gauche, coiffé . | 9849 9849 Bis RF 730 .                                                                         | Saint-Morys 1793 His de la Salle 1878                      | Voir .                        |
| Vasari Giorgio                                                       | Projet de décoration d'une voûte en berceau pénétrée par des arcs latéraux Retable avec 'Le Jugement Dernier' La Chasse d'amour | 2076 2153 2169                                                                                 | duc de Modène 1796 Jabach 1671                             | Voir                          |
| Zuccaro Federico                                                     | L'Annonciation | 4539                                                                                           | Jabach 1671                                                | Voir                          |
| Anonyme florentin XVe siècle                                         | Un chien saisissant un lièvre Étude d'homme nu couché sur un lit Demi-figure d'homme nu, de dos, appuyé sur un bâton. | 1256 1256 Bis 1256 Ter.                                                                        | Saint-Morys 1793                                           | Voir .                        |
| Anonyme italien XVe siècle                                           | Le Christ en croix entre les deux larrons | 9839                                                                                           | Jabach 1671                                                | Voir                          |
| Anonyme italien fin XVIe siècle                                      | La Pentecôte | 1654                                                                                           | Jabach 1671                                                | Voir                          |
| Anonyme italien XVIe siècle                                          | La Vierge et l'Enfant Jésus | 10029                                                                                          | Jabach 1671                                                | Voir                          |
| Anonyme vénitien XVIe siècle                                         | Femme debout dans un paysage, les mains jointes, les yeux au ciel | 5659                                                                                           | Jabach 1671                                                | Voir                          |

## British Museum
| British Museum                        |                                                                           |                     |                             |                          |
| Noms des artistes                     | Sujet indiqué dans la notice                                              | Numéro d'inventaire | Origine Acquisition         | Notice du British Museum |
| Giovanni Antonio Bazzi, dit Le Sodoma | Extase de sainte Catherine de Sienne                                      | 1895,0915.764       | John Wingfield Malcolm 1895 | Voir                     |
| Carpaccio Vittore                     | Couple de nus avec figures diaboliques. Portrait de Carpaccio             | 1895,0915.807       | John Wingfield Malcolm 1895 | Voir                     |
| Garbo Raffaellino del                 | Études de mains Étude pour une Résurrection .                             | Pp, 1.14 Pp, 1.32 . | Richard Payne Knight 1824   | Voir .                   |
| École de Gozzoli Benozzo              | Deux dessins de saints                                                    | 1882,0812.218       | Henry Hobhouse 1882         | Voir                     |
| École de Lippi Filippino              | Homme nu tendant un arc Homme assis et homme debout (saint Sébastien ?) . | Pp, 1.4 Pp, 1.15 .  | Richard Payne Knight 1824   | Voir .                   |
| Perugino Pietro                       | Tête de vieillard                                                         | Pp, 1.28            | Richard Payne Knight 1824   | Voir                     |
| Santacroce Girolamo da                | Saint Roch entre saint Christophe et saint Sébastien                      | 1900,0717.32        | Colnaghi 1900               | Voir                     |
| Sciarpelloni Lorenzo                  | Adoration de la Vierge et l'Enfant                                        | Pp, 1.30            | Richard Payne Knight 1824   | Voir                     |
| Tibaldi Pellegrino                    | Sibylle assise                                                            | Pp, 2.187           | Richard Payne Knight 1824   | Voir                     |
| Anonyme florentin du XVe siècle       | Dessins d'animaux                                                         | 1935,1214.2.1       | Colnaghi 1935               | Voir                     |

## National Gallery of Art
Une feuille recto-verso provenant du Libro de' Disegno acquise en 1991.
| National Gallery of Art | | |                         |               |
| Noms des artistes       | Sujet indiqué dans la notice | Numéro d'inventaire                                                                                       | Origine Acquisition     | Notice du NGA |
| Botticelli Sandro       | Portrait de jeune homme, avant-bras et main gauche | 1991.190.1 1991.190.1.a                                                                                   | Woodner Collection 1991 | Voir          |
| Garbo Raffaellino del   | Saint Roch, saint Antoine abbé et sainte Catherine d'Alexandrie | 1991.190.1.h                                                                                              | Woodner Collection 1991 | Voir          |
| Lippi Filippino         | Jeune nue debout Homme avec un bâton Études de différents sujets Putto dansant portant une draperie Un ange portant une torche Deux anges portant des torches Femme debout priant Deux femmes drapées debout . | 1991.190.1.b 1991.190.1.c 1991.190.1.d 1991.190.1.e 1991.190.1.f 1991.190.1.g 1991.190.1.i 1991.190.1.j . | Woodner Collection 1991 | Voir .        |

## Gabinetto dei disegni e delle stampe degli Uffizi
| Cabinet des dessins et des estampes du musée des Offices |                                                     |                     |                                       |                |
| Noms des artistes                                        | Sujet indiqué dans la notice                        | Numéro d'inventaire | Origine Acquisition                   | Notice du GDSU |
| Bicci Lorenzo di                                         | Le Christ en majesté avec les saints Pierre et Paul | 58 E                |                                       |                |
| Botticelli Sandro                                        | Pallas                                              | 201 E               |                                       |                |
| Mantegna Andrea                                          | Juliette avec sa servante Abra                      | 404 E               |                                       | [ 37 ]         |
| Sangallo Giuliano da                                     | Tabernacle                                          | 1669 A              | Jean-Baptiste Séroux d'Agincourt 1798 | Voir           |
| Santi Raffaello                                          | Portrait de jeune femme en buste, de profil         | 57 E                |                                       |                |
| Vinci Léonard de                                         | Tête de femme aux yeux baissés                      | 428 E               |                                       |                |

## Albertina de Vienne
Le fonds de la collection de dessins de l'Albertina de Vienne a été rassemblé par le duc Albert de Saxe-Teschen. Il commence sa collection de dessins en 1776, au moment où il se rend à Venise. Après la mort de Charles Alexandre de Lorraine en 1780, il est nommé gouverneur général des Pays-Bas autrichiens et réside au Palais royal de Bruxelles, aux châteaux de Marimont et de Scoonenberghe. La proximité des marchés de l'art de Londres, de Paris et des Pays-Bas lui permet de donner à sa collection une dimension importante. Il fait la connaissance du prince Charles Joseph Antoine Lamoral Ghislain de Ligne qui avait acheté des dessins aux ventes des collections de Pierre Crozat, de Pierre-Jean Mariette, de Charles Frédéric de la Tour du Pin Gouvernet en 1775, de Chabot en 1782 et de Julien de Parme, ainsi que chez le marchand Jean-Baptiste-Denis Lempereur (1726-1796) en 1779. Quelques années plus tard, il acquiert la collection de dessins réunis en Italie par Wilhelm Gottlieb Becker (1753-1813). Après la déclaration de guerre entre la France et l'Autriche en 1792, il se retire à Vienne. Il achète en 1794 la collection de dessins réunis par le prince Charles Joseph Antoine Lamoral Ghislain de Ligne, tué au combat de La Croix-aux-Bois, en septembre 1792. Il achète également la collection de Charles-Joseph de Ligne comprenant un ensemble important de dessins de Raphaël achetés à Crozat et Mariette et qui, elle, provenaient de la famille Antaldi, descendants de Timoteo Viti qui les avait reçus de Raphaël. Par testament, sa collection passe après sa mort le 10 février 1822 à son neveu, Charles-Louis d'Autriche-Teschen. La collection est réunie aux estampes de la Bibliothèque Impériale en 1919.
| Albertina de Vienne                           | |                     |                             |                       |
| Noms des artistes                             | Sujet indiqué dans la notice                                                                       | Numéro d'inventaire | Origine Acquisition         | Notice de l'Albertina |
| Bezzi Giovanni Francesco                      | Figure d'homme debout                                                                              | 2000                | Albert de Saxe-Teschen 1822 | Voir                  |
| Carpaccio Vittore                             | Étude de trois hommes debout Figure de dos de "Cavaliere della Scalza" et jeune garçon de profil . | 1456r 1456v .       | Albert de Saxe-Teschen 1822 | Voir .                |
| Garbo Raffaellino                             | Études de mains Jeune femme de profil .                                                            | 4858 17620 .        | Albert de Saxe-Teschen 1822 | Voir .                |
| Ghirlandaio Davide                            | Homme debout drapé                                                                                 | 39                  | Albert de Saxe-Teschen 1822 | Voir                  |
| Ghirlandaio Domenico                          | Christ bénissant entouré d'anges                                                                   | 511                 | Albert de Saxe-Teschen 1822 | Voir                  |
| Granacci Francesco                            | Étude de têtes                                                                                     | 14179               | Albert de Saxe-Teschen 1822 | Voir                  |
| Liberale da Verona                            | Deux études de femmes                                                                              | 17617               | Albert de Saxe-Teschen 1822 | Voir                  |
| Lippi Filippo                                 | Un ange à genoux                                                                                   | 41                  | Albert de Saxe-Teschen 1822 | Voir                  |
| Mazzola Francesco, dit Francesco Parmigianino | Autoportrait dans un cadre ornemental                                                              | 2623                | Albert de Saxe-Teschen 1822 | Voir                  |
| Orsi Lelio                                    | Jésus au Temple                                                                                    | 581                 | Albert de Saxe-Teschen 1822 | Voir                  |
| Porta Bartolomeo della                        | Deux études d'hommes debout                                                                        | 4875                | Albert de Saxe-Teschen 1822 | Voir                  |
| Primaticcio Francesco                         | Autoportrait âgé                                                                                   | 1965                | Albert de Saxe-Teschen 1822 | Voir                  |
| Ramenghi Giovanni Battista                    | Mariage mystique de sainte Catherine                                                               | 2006                | Albert de Saxe-Teschen 1822 | Voir                  |
| Uccello Paolo                                 | Portrait de Leonardo Bruni de profil                                                               | 46                  | Albert de Saxe-Teschen 1822 | Voir                  |
| Vasari Lazzaro                                | Deux hommes habillés à l'orientale                                                                 | 33                  | Albert de Saxe-Teschen 1822 | Voir                  |
| Vinci Léonard de                              | Étude de têtes                                                                                     | 14179               | Albert de Saxe-Teschen 1822 | Voir                  |
| Anonyme italien XVe siècle                    | Représentation d'un évêque                                                                         | 13128               | Albert de Saxe-Teschen 1822 | Voir                  |
| Anonyme italien XVe siècle                    | Étude de jeune homme nu debout                                                                     | 12r                 | Albert de Saxe-Teschen 1822 | Voir                  |
| Anonyme italien XVe siècle                    | Tombeau du pape Sixt IV                                                                            | 21                  | Albert de Saxe-Teschen 1822 | Voir                  |
| Anonyme italien XVe siècle                    | Deux hommes debout                                                                                 | 22r                 | Albert de Saxe-Teschen 1822 | Voir                  |
| Anonyme italien XVe siècle                    | Deux hommes debout                                                                                 | 22v                 | Albert de Saxe-Teschen 1822 | Voir                  |
| Anonyme italien XVe siècle                    | Deux hommes, un assis, un à genou                                                                  | 23r                 | Albert de Saxe-Teschen 1822 | Voir                  |
| Anonyme italien XVe siècle                    | Deux hommes, un assis, un à genou                                                                  | 23v                 | Albert de Saxe-Teschen 1822 | Voir                  |
| Anonyme florentin XVe siècle                  | Le Christ moqué                                                                                    | 20                  | Albert de Saxe-Teschen 1822 | Voir                  |
| Anonyme florentin XVe siècle                  | Moine âgé de profil (Savonarole ?)                                                                 | 61 r                | Albert de Saxe-Teschen 1822 | Voir                  |
| Anonyme florentin XVIe siècle                 | Études d'aignes                                                                                    | 61 v                | Albert de Saxe-Teschen 1822 | Voir                  |
| Anonyme siennois XVIe siècle                  | Tête de jeune fille                                                                                | 2790                | Albert de Saxe-Teschen 1822 | Voir                  |
| Anonyme toscan XVIe siècle                    | Frère Andrea de Servi de profil avec une capuche                                                   | 28                  | Albert de Saxe-Teschen 1822 | Voir                  |
| Anonyme toscan XVIe siècle                    | Moine tonsuré de profil                                                                            | 29                  | Albert de Saxe-Teschen 1822 | Voir                  |
| Anonyme toscan XVIe siècle                    | Portrait du prieur Michel Berteldi de profil                                                       | 30                  | Albert de Saxe-Teschen 1822 | Voir                  |
| Anonyme toscan XVIe siècle                    | Poète couronné de laurier                                                                          | 31                  | Albert de Saxe-Teschen 1822 | Voir                  |
| Anonyme italien XVIe siècle                   | Jupiter étreignant Callisto sous l'apparence de Diane                                              | 514                 | Albert de Saxe-Teschen 1822 | Voir                  |
| Anonyme italien XVIe siècle                   | Jupiter embrassant Antiope sous l'apparence d'un satyre                                            | 515                 | Albert de Saxe-Teschen 1822 | Voir                  |
| Anonyme italien XVIe siècle                   | Un pèlerin avec une capuche                                                                        | 25                  | Albert de Saxe-Teschen 1822 | Voir                  |

## Musée national des beaux-arts de Stockholm

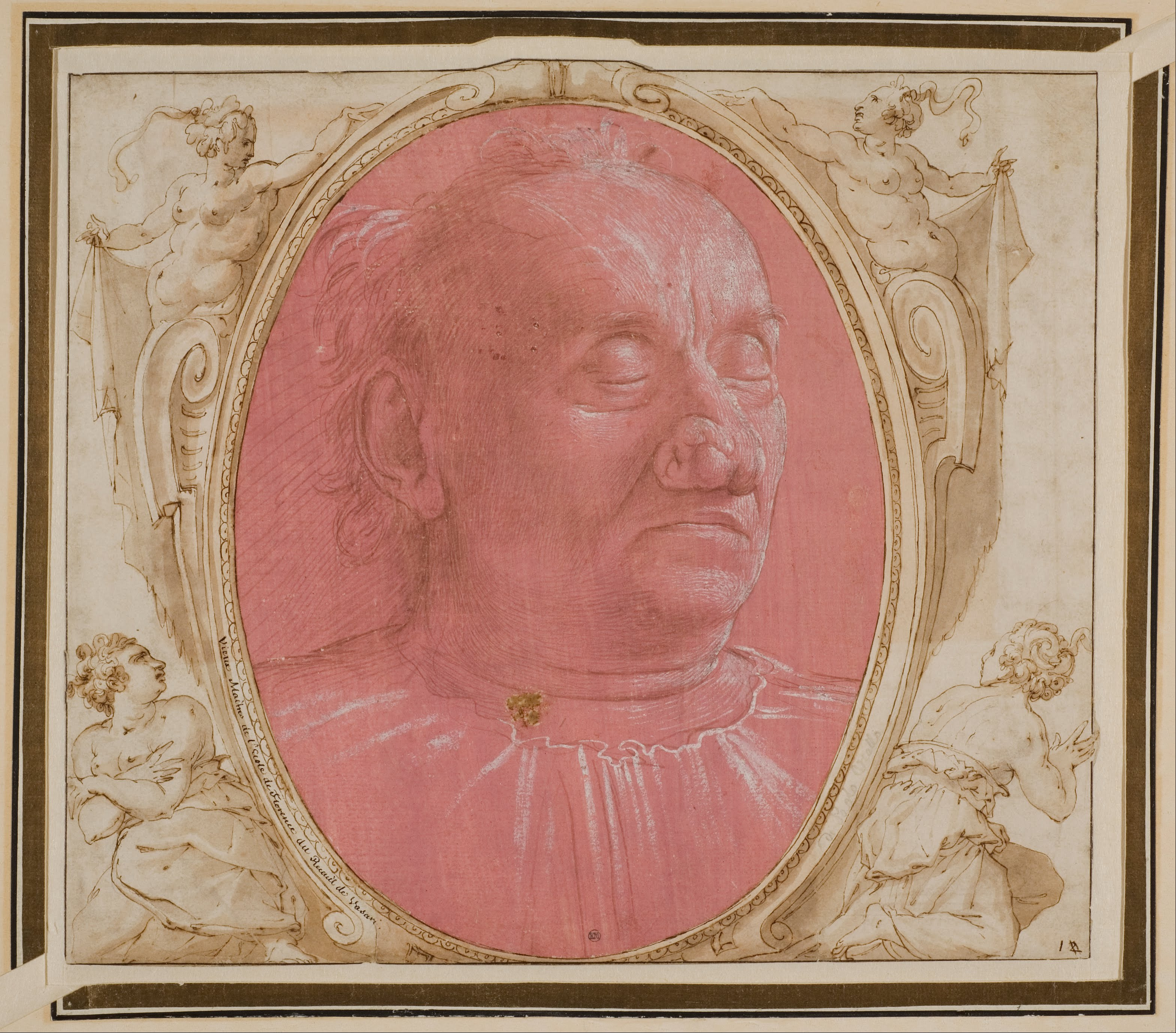
Domenico Ghirlandaio Tête de vieillard aux yeux fermés (Libro de'Disegni) Musée national des beaux-arts de Stockholm
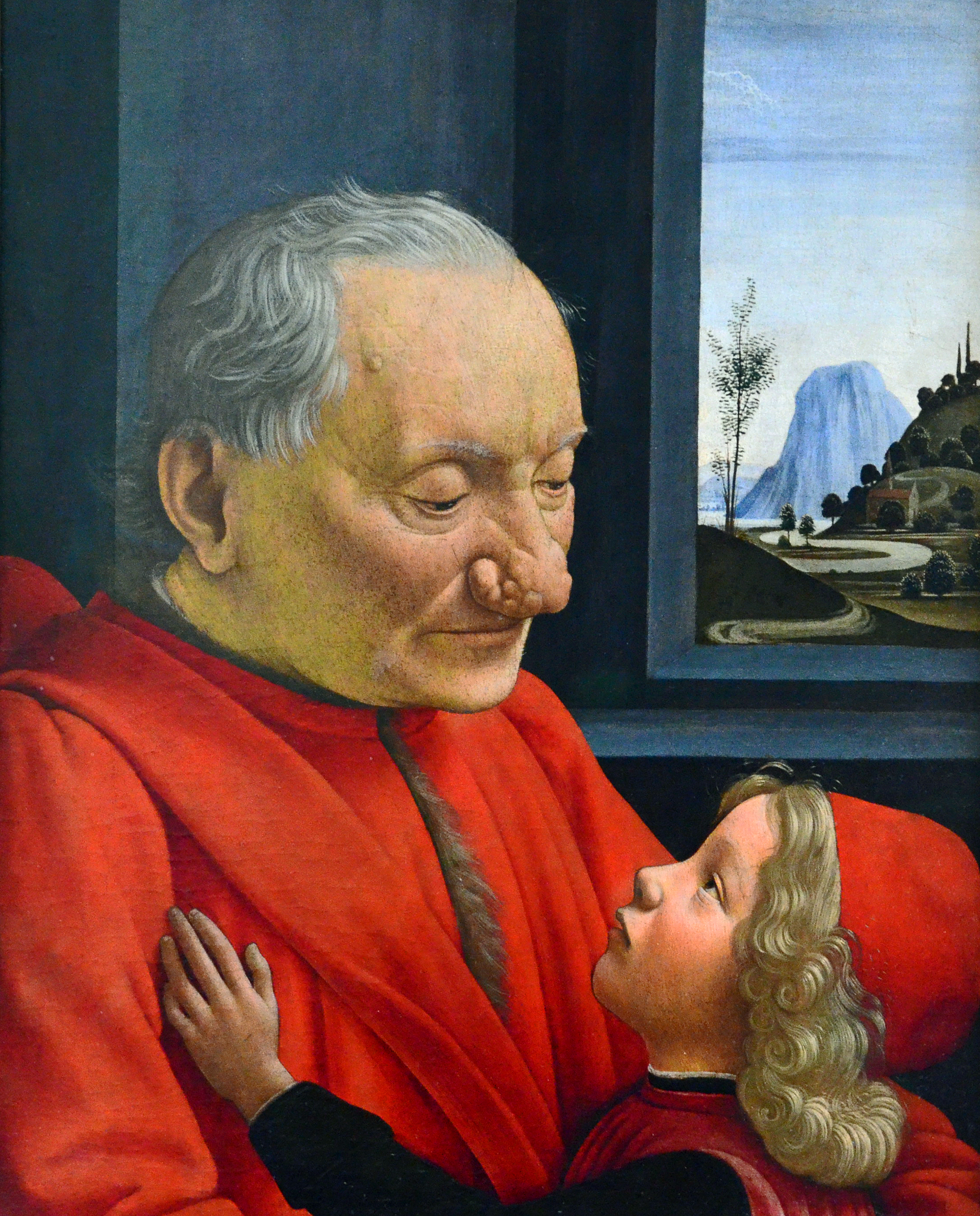
Domenico Ghirlandaio Un vieil homme et son petit fils Musée du Louvre

Le musée national de Stockholm possède 83 dessins provenant de la collection de dessins rassemblés par Giorgio Vasari qui ont été acquis par le musée à travers les collections de Pierre Crozat et de Carl Gustaf Tessin.
| Cabinet des dessins et des estampes du Nationalmuseum Stockholm    | |                                     |                     |                             |
| Noms des artistes                                                  | Sujet indiqué dans la notice | Numéro d'inventaire                 | Origine Acquisition | Notice du NMH               |
| Domenico Beccafumi ou Marco dal Pino                               | Descente de croix | 228/1863                            |                     | (Voir)                      |
| Francesco Botticini                                                | Le Christ bénissant la Vierge, et deux anges | 102/1863                            |                     | (Voir)                      |
| Raffaello Botticini                                                | La Vierge agenouillée | 54/1863                             |                     | (Voir)                      |
| Francesco da Cotignola, dit Francesco Zaganelli                    | Madone | 12/1863                             |                     | (Voir)                      |
| Attribué à Maso Finiguerra                                         | David et la tête de Goliath | 72/1863                             |                     | (Voir)                      |
| Attribué à Davide Ghirlandaio                                      | Quatre figures d'hommes debout, drapés Trois figures d'homme debout, drapés | 63/1863 65/1863                     |                     | (Voir) (Voir)               |
| Domenico Bigordi dit Domenico Ghirlandaio                          | Tête de vieillard aux yeux fermés Deux femmes drapées | 1/1863 109/1863                     |                     | (Voir) (Voir)               |
| Filippino Lippi                                                    | Saint Jean Baptiste en contemplation | 76/1863                             |                     | (Voir)                      |
| Gerino di Antonio Gerini dit Gerino da Pistoia                     | Évêque assis, bénissant | Anck 324                            |                     | (Voir)                      |
| Raffaello Santi                                                    | Vue d'une ville avec un mur d'enceinte Maisons sur la rive élevée d'un fleuve enjambé par un pont, montagnes Vue d'une vallée traversée par un fleuve et environnée de collines L'Adoration des rois         | 275/1863 276/1863 279/1863 296/1863 |                     | (Voir) (Voir) (Voir) (Voir) |
| Luca Signorelli                                                    | Tête de saint Jean Baptiste | 9/1863                              |                     | (Voir)                      |
| Paolo di Dono dit Paolo Uccello                                    | Jeune homme assis. Jeune homme tenant une fronde. Jeune homme debout Amour tenant l'arc, et putto avec guirelandes de fleurs. Deux feuilles d'animaux Feuilles d'études de cerfs et de putto tenant un fruit | 47/1863 45 a-d/1863 19/1863         |                     | (Voir) (Voir) (Voir)        |
| Attribué à Andrea del Verrocchio ou à Francesco di Simone Ferrucci | Étude pour le monument funéraire d'Alessandro Tartagni à San Domenico de Bologne | THC 2090                            |                     | (Voir)                      |

- Domenico Ghirlandaio
Tête de vieillard aux yeux fermés
(Libro de'Disegni)
Musée national des beaux-arts de Stockholm
- Domenico Ghirlandaio
Un vieil homme et son petit fils
Musée du Louvre